# 上頓別站

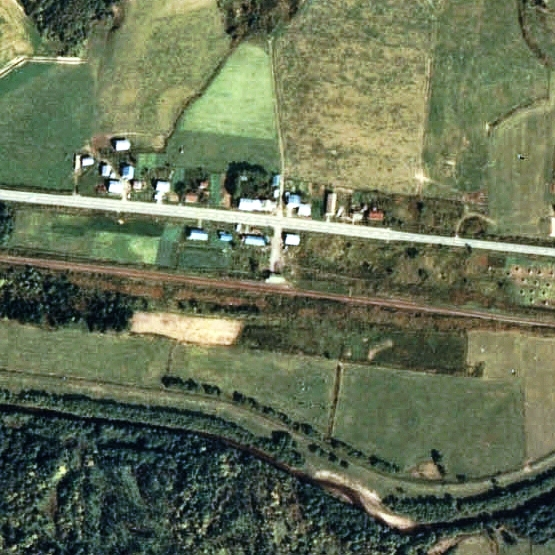
1977年的上頓別站與方圓約500米範圍。左邊是中頓別方向。當時已經成為無人車站，車站大樓鄰接月台。曾經設有2面2線的相對式月台，在車站大樓右邊設有貨物月台和引込線。車站後方設有副本線。堆場位於貨物月台旁邊。

上頓別站（日语：／ Kami-Tombetsu eki */?）是位於北海道枝幸郡中頓別町字上頓別，北海道旅客鐵道（JR北海道）的天北線車站（廢站）。隨著天北線廢線，車站在1989年（平成元年）5月1日廢除。

## 歷史
- 1916年（大正5年）10月1日 - 鐵道院宗谷線小頓別站至中頓別站之間開通，此站啟用[1]。當時為一般車站[1]。
- 1919年（大正8年）10月20日 - 路線名稱改為宗谷本線，成為宗谷本線車站。
- 1930年（昭和5年）4月1日 - 音威子府站至稚內站之間的路段改名為北見線，成為北見線車站。
- 1949年（昭和24年）6月1日 - 日本國有鐵道成立，成為日本國有鐵道車站。
- 1961年（昭和36年）4月1日 - 路線改名為天北線，成為天北線車站。
- 1973年（昭和48年）9月17日 - 終束處理貨物和行李業務[2]。同時成為無人車站[3]，撒走列車交會設備。
- 1987年（昭和62年）4月1日 - 伴隨國鐵分割民營化，車站由北海道旅客鐵道（JR北海道）營運[1]。
- 1989年（平成元年）5月1日 - 天北線全線廢除，此站也廢除[1]。

## 車站構造
截至車站廢除前，車站是一座地面車站，設有1面1線的單式月台。月台位於路軌北邊（南稚內方向的列車會開啟右邊車門）。當時沒有轉轍器。曾經此站設有2面2線的相對式月台，當時可進行列車交會，也是原木的集散車站。
此站是無人車站，在有人車站時代還有車站大樓。車站大樓位於站內北邊，鄰接月台。

## 站名的由來
車站名稱取自地名。地名中的「頓別」在阿伊努語為「トウ・ウン・ベツ」，其意思是「從沼澤中流出的河流」。然後再冠以「上」字，這是由於地區在河流的上流區域。

## 車站周邊
車站位於小型村落內。
- 北海道道647號兵安上頓別停車場線
- 國道275号（頓別國道）
- 頓別川[6]
- 八號澤 - 距離車站約2公里。釣山女魚的場地[4]。
- 宗谷巴士（日语：宗谷バス）天北宗谷岬線（日语：天北線 (宗谷バス)）「上頓別」巴士站

## 使用狀況
- 1981年度（昭和56年度）的1日上下車人次為263人[4]。

| 乘車人員變化 | 乘車人員變化 |
| 年度         | 1日平均人次  |
| ------------ | ------------ |
| 1921         | 17           |
| 1935         | 25           |
| 1953         | 50           |

## 現況
截至1997年（平成9年），車站大樓、月台與站名牌還存在，但是車站大樓受損嚴重，後來改變為休息處。後來由於老化嚴重，在2002年（平成14年）8月後撤走了。截至2011年（平成23年），該處變成空地。

## 相鄰車站
北海道旅客鐵道（JR北海道）
天北線
小頓別－上頓別－惠野

## 注腳
1. 1 2 3 4 5 6  石野哲（編）. . JTB. 1998: 905. ISBN 978-4-533-02980-6 （日语）.
2. ↑  . 官報. 1972-09-14 （日语）.
3. ↑  . 鐵道公報 (日本國有鐵道總裁室文書課). 1973-09-14: 4 （日语）.
4. 1 2 3  書籍《国鉄全線各駅停車1 北海道690駅》（小學館，1983年7月發行）188頁。
5. ↑  札幌鉄道局編 (编). . 北彊民族研究会. 1939: 84. NDLJP: 1029473 （日语）.
6. ↑  書籍《北海道道路地図 改訂版》（地勢堂，1980年3月發行）16頁。
7. ↑  中頓別町史 平成9年5月發行 P397/8,855
8. ↑  書籍《鉄道廃線跡を歩くIV》（JTB出版，1997年12月發行）25頁。
9. 1 2  書籍《北海道の鉄道廃線跡》（著：本久公洋，北海道新聞社，2011年9月發行）243頁。